# Der eiserne Besen
Der eiserne Besen war eine antisemitische Zeitschrift in Österreich. Das Blatt erschien ab 1919 in Wien, ab 1923 in Salzburg und stellte 1932 sein Erscheinen ein. Das vom Antisemitenbund herausgegebene Organ erschien zeitweise wöchentlich, zeitweise am 5. und 20. eines Monats und erreichte eine Auflage von bis zu 6.000 Exemplaren.
Ähnlich wie der nationalsozialistische Stürmer setzte das Blatt auf skandalisierende personalisierte Geschichten, bei denen insbesondere angebliche sexuelle Skandale die Schlagzeilen und große Teile des Blattinhalts bestimmten. Selbst im Vergleich zu anderen antisemitischen Zeitschriften waren die Inhalte primitiv und bestanden neben den allfälligen Sexgeschichten vor allem aus Ritualmordanschuldigungen und aus deutschen antisemitischen Blättern kopierten Karikaturen. Das Blatt unterstützte seit den frühen 1920er Jahren die deutsche und die österreichische NSDAP und propagierte Adolf Hitler 1932 als den einzigen deutschen Politiker, der den Juden offen und unbarmherzig gegenübertrete.
Für Salzburg veröffentlichte die Zeitschrift ein sogenanntes Judenkataster, in dem alle jüdischen Salzburger aufgezählt wurden, sowie einen „Judenpranger“, in dem die Namen von Nichtjuden aufgelistet waren, die in jüdischen Geschäften kauften. Die 1920 gegründeten Salzburger Festspiele galten dem Eisernen Besen als „verjudet“. Gegen einzelne Künstler wie Alexander Moissi oder Max Reinhardt lancierte das Blatt umfangreiche Kampagnen.
Motto des von Alois Thiel betreuten Blattes war: „Der Eiserne Besen kehrt überall wo es nötig und erwünscht ist. Bitte allfällige Mistwinkel uns gütigst bekannt zu geben, auf das unser Eiserner Besen seines Amtes walte.“